# Richtlinien für integrierte Netzgestaltung
Die Richtlinien für integrierte Netzgestaltung (kurz RIN) sind ein in Deutschland gültiges technisches Regelwerk und sollen die Ziele der Raumordnung und Landesplanung für die Erreichbarkeit der zentralen Orte aufgreifen und die funktionale Gliederung der Verkehrsnetze aus der zentralörtlichen Gliederung ableiten. Die Zielvorgaben für die Entwicklung der Verkehrssysteme sollen dadurch auf der Ebene der konzeptionellen Verkehrsnetzgestaltung auf einem einheitlichen raumordnerischen Ansatz aufgebaut werden. Auf diesem Weg soll eine abgestimmte Verkehrsnetzentwicklung erreicht werden. Sie werden herausgegeben von der Forschungsgesellschaft für Straßen- und Verkehrswesen. Aktuell gültig ist die Ausgabe 2008, sie ersetzt die Richtlinien für die Anlage von Straßen – Netzgestaltung aus dem Jahr 1988.

## Inhalt
Inhaltlich gliedern sich die RIN in fünf Abschnitte sowie zwei Anhänge. Der erste Abschnitt behandelt einleitende Gedanken für die Richtlinie. Im zweiten Abschnitt werden Grundsätze für die Netzgestaltung behandelt. Der dritte Abschnitt erläutert die funktionale Gliederung der Verkehrsnetze und definiert die Verbindungsbedeutung, Verbindungsfunktionsstufen sowie Kategoriegruppen. Anschließend erfolgt im vierten Abschnitt eine Bewertung der verbindungsbezogenen Angebotsqualität. Der fünfte Abschnitt nennt Qualitätsvorgaben zur Gestaltung von Verkehrsnetzen, Netzabschnitten und Verknüpfungspunkten.
Im Anhang befinden sich Hinweise zur Durchführung der funktionalen Gliederung mit Hilfe der Luftliniennetze sowie Hinweise zur Ermittlung und Bewertung der Angebotsqualität in verschiedene Qualitätsstufen.

## Erläuterungen
In der Richtlinie wird nach den zwei Verbindungsbedeutungen Verbindungsfunktionsstufe und Kategorie der Verkehrswege differenziert.
Bei der Verbindungsfunktion unterscheidet man sechs Gruppen:
- 0 – kontinental – Verbindung zwischen Metropolregionen
- I – großräumig – Verbindung von Oberzentren zu Metropolregionen und zwischen Oberzentren
- II – überregional – Verbindung von Mittelzentren zu Oberzentren und zwischen Mittelzentren
- III – regional –  Verbindung von Grundzentren zu Mittelzentren und zwischen Grundzentren
- IV – nahräumig – Verbindung von Gemeinden zu Gemeindeteilen
- V – kleinräumig – Verbindung von Grundstücken zu Gemeinden/Gemeindeteilen

Bei den Kategoriengruppen wird in fünf Teilbereiche unterschieden:
- AS – Autobahnen – außerhalb und innerhalb bebauter Gebiete,
- LS – Landstraßen – außerhalb bebauter Gebiete,
- VS – anbaufreie Hauptverkehrsstraßen – im Vorfeld und innerhalb bebauter Gebiete,
- HS – angebaute Hauptverkehrsstraßen – innerhalb bebauter Gebiete,
- ES – Erschließungsstraßen – innerhalb bebauter Gebiete, angebaut.

## Sonderregelungen für Berlin
Da die RIN für Flächenländer und nicht für eine Großstadt wie Berlin konzipiert wurden, gilt in Berlin eine andere Systematik der Verbindungsfunktionsstufen:
- 0 – kontinental – Verbindung zwischen Metropolregionen
- I – großräumig – Verbindung zwischen Oberzentren sowie der historischen Mitte und City West
- II – übergeordnet – Verbindung bezirklicher Haupt- und besonderer Mittelzentren, Zubringerstraßen zur Funktionsstufe I, Erschließung großräumiger Verkehrsknotenpunkte
- III – örtlich –  Verbindung zwischen den sonstigen Mittel- und Unterzentren bzw. Ortsteilen, Zubringer zu Funktionsstufe II, Erschließung regionaler Verkehrsknotenpunkte
- IV – Ergänzungsstraße – Anbindung und Erschließung von Wohn-, Gewerbe- und Industriegebieten, Straßen mit ÖPNV-Verkehr